# Mika Pérez
Mika Pérez Almiñana (Altea, 5 ottobre 1999) è un pilota motociclistico spagnolo, vincitore della European Junior Cup nel 2016.

## Carriera

### European Junior Cup
Pérez debuttò a Jerez nella European Junior Cup 2013 poco dopo aver compiuto 14 anni, ottenendo un sesto posto. L'anno seguente partecipò all'intera stagione, classificandosi in sesta posizione finale, con un terzo posto come miglior risultato in gara, una pole position e un giro veloce. Nel 2015 concluse 5 gare su 8 disputate e non riuscì a salire mai sul podio, ottenendo un 4º posto come migliore risultato di gara, due pole e un giro veloce. Nel 2016 al quarto anno nella categoria (il secondo corso con Honda CBR 650 F) vinse il campionato, ottenendo la prima vittoria, quattro secondi posti e una terza posizione, oltre a una pole e due giri veloci.

### Mondiale Supersport 300
Nel 2017 Pérez prese parte alla prima edizione del campionato mondiale Supersport 300, correndo con una Honda CBR 500 R del team WILSport Racedays. Ottenne il primo podio, un terzo posto, nella gara inaugurale della categoria svoltasi nel circuito di Aragona. Vinse la sua prima corsa a Donington, ripetendosi nella gara successiva a Assen. Terminò la stagione in quarta posizione finale, con due vittorie su tre podi ottenuti. Continuò nel mondiale Supersport 300 anche nella stagione 2018 cambiando però moto e team, passando alla Kawasaki Ninja 400 del team ParkinGO. Concluse in seconda posizione finale senza ottenere vittorie, con due secondi posti e un terzo posto, oltre a due pole e un giro veloce.
Per la stagione 2019, Pérez rimane con Kawasaki passando alla Scuderia Maranga Racing. Conclude la stagione al ventiseiesimo posto con 10 punti, ottiene inoltre la pole position nel Gran Premio di Imola. Nel 2020, pur rimanendo con Kawasaki, si trasferisce al team Prodina Ircos. Termina il campionato al quinto posto conquistando una vittoria al Gran Premio dell'Estoril. In questa stagione inoltre, prende parte alla prima prova stagionale nel campionato Italiano Velocità - classe Supersport 300, vincendo gara uno. Nel 2021 disputa il Gran Premio di Catalogna nel mondiale Supersport 300 in qualità di pilota sostitutivo con il team Prodina Ircos senza ottenere punti. Prende parte inoltre al CEV Moto2.

### MotoE
A dicembre 2022 annuncia di ritirarsi dalle competizioni agonistiche, ponendo fine a 23 anni alla sua carriera da pilota professionista. Contravvenendo a quanto dichiarato, decide di continuare la sua carriera agonistica, prendendo parte nel 2023 al motomondiale nella classe MotoE con il team RNF, il compagno di squadra è Andrea Mantovani. Totalizza cinquantatré punti classificandosi quindicesimo.
Rimasto senza una sella nel 2025, si dedica ad attività di Coaching e Podcast.

## Risultati in gara

### Campionato mondiale Supersport 300
| 2017 | Moto  |   |    |    |   |   |    |   |   |   |  |  |  |  |  |  |  | Punti | Pos. |
| ---- | ----- | - | -- | -- | - | - | -- | - | - | - |  |  |  |  |  |  |  | ----- | ---- |
| 2017 | Honda | 3 | 24 | 10 | 1 | 1 | SQ | 5 | 4 | 8 |  |  |  |  |  |  |  | 104   | 4º   |

| 2018 | Moto     |   |     |   |   |    |   |   |   |  |  |  |  |  |  |  |  | Punti | Pos. |
| ---- | -------- | - | --- | - | - | -- | - | - | - |  |  |  |  |  |  |  |  | ----- | ---- |
| 2018 | Kawasaki | 3 | Rit | 8 | 8 | NP | 2 | 2 | 2 |  |  |  |  |  |  |  |  | 92    | 2º   |

| 2019 | Moto     |    |    |    |    |   |    |    |    |     |  |  |  |  |  |  |  | Punti | Pos. |
| ---- | -------- | -- | -- | -- | -- | - | -- | -- | -- | --- |  |  |  |  |  |  |  | ----- | ---- |
| 2019 | Kawasaki | 15 | 17 | AN | 16 | 7 | 17 | 20 | NP | Rit |  |  |  |  |  |  |  | 10    | 26º  |

| 2020 | Moto     |     |     |   |   |   |    |   |   |   |    |     |     |   |   |  |  | Punti | Pos. |
| ---- | -------- | --- | --- | - | - | - | -- | - | - | - | -- | --- | --- | - | - |  |  | ----- | ---- |
| 2020 | Kawasaki | Rit | Rit | 7 | 6 | 3 | 25 | 6 | 5 | 4 | 13 | Rit | Rit | 1 | 3 |  |  | 113   | 5º   |

| 2021 | Moto   |  |  |  |  |  |  |  |  |  |  |    |     |  |  |  |  | Punti | Pos. |
| ---- | ------ |  |  |  |  |  |  |  |  |  |  | -- | --- |  |  |  |  | ----- | ---- |
| 2021 | Yamaha |  |  |  |  |  |  |  |  |  |  | 32 | Rit |  |  |  |  | 0     |      |

| Legenda | 1º posto        | 2º posto            | 3º posto           | A punti      | Senza punti        | Grassetto – Pole position Corsivo – Giro più veloce |
| Legenda | Gara non valida | Non qual./Non part. | Ritirato/Non class | Squalificato | '-' Dato non disp. | Grassetto – Pole position Corsivo – Giro più veloce |

### Motomondiale
| 2023 | Classe | Moto   |    |    |    |   |    |    |    |    |   |    |   |    |     |    |    |    | Punti | Pos. |
| ---- | ------ | ------ | -- | -- | -- | - | -- | -- | -- | -- | - | -- | - | -- | --- | -- | -- | -- | ----- | ---- |
| 2023 | MotoE  | Ducati | 11 | 14 | 16 | 8 | 13 | 15 | 17 | 14 | 9 | 10 | 8 | 15 | Rit | 14 | 11 | 13 | 53    | 15º  |

| Legenda | 1º posto        | 2º posto            | 3º posto            | A punti      | Senza punti        | Grassetto – Pole position Corsivo – Giro più veloce |
| Legenda | Gara non valida | Non qual./Non part. | Ritirato/Non class. | Squalificato | '-' Dato non disp. | Grassetto – Pole position Corsivo – Giro più veloce |